# Brtonigla
Brtonigla (italsky Verteneglio) je vesnice a opčina v Chorvatsku v Istrijské župě. Nachází se asi 8 km severovýchodně od Novigradu. V roce 2011 žilo v Brtonigle 805 obyvatel, v celé občině pak 1 626 obyvatel.
Kromě hlavní obce, Brtonigly, se zde nacházejí i vesnice Fiorini, Karigador, Nova Vas a Radini. Pod opčinu spadají i nesamostatné vesničky Druškovići, Fernetići, Katunari, Kovri, Lukoni, Marinčići, Pavići, Srbani, Škrinjari, Turini a Valentići.
Kolem Brtonigly prochází dálnice A9. U výjezdu na Brtoniglu se nachází aquapark Istralandia.